# Dekanat Stargard Wschód
Dekanat Stargard Wschód – jeden z dwóch dekanatów w Stargardzie w archidiecezji szczecińsko-kamieńskiej.

## Parafie
- Gogolewo (pw. Matki Boskiej Częstochowskiej)
- Krąpiel (pw. św. Maksymiliana Marii Kolbego)
- Pęzino (pw. Wniebowzięcia NMP)
- Stara Dąbrowa (pw. św. Józefa)
- Parafia Najświętszej Maryi Panny Królowej Świata w Stargardzie
  - Kolegiata Najświętszej Marii Panny Królowej Świata w Stargardzie
- Parafia św. Józefa w Stargardzie
- Parafia Chrystusa Króla Wszechświata w Stargardzie

## Funkcje w dekanacie
- Dziekan: ks. kan. dr Janusz Posadzy
- Wicedziekan: ks. mgr Jarosław Iwaniec[1]